# Rally obedience

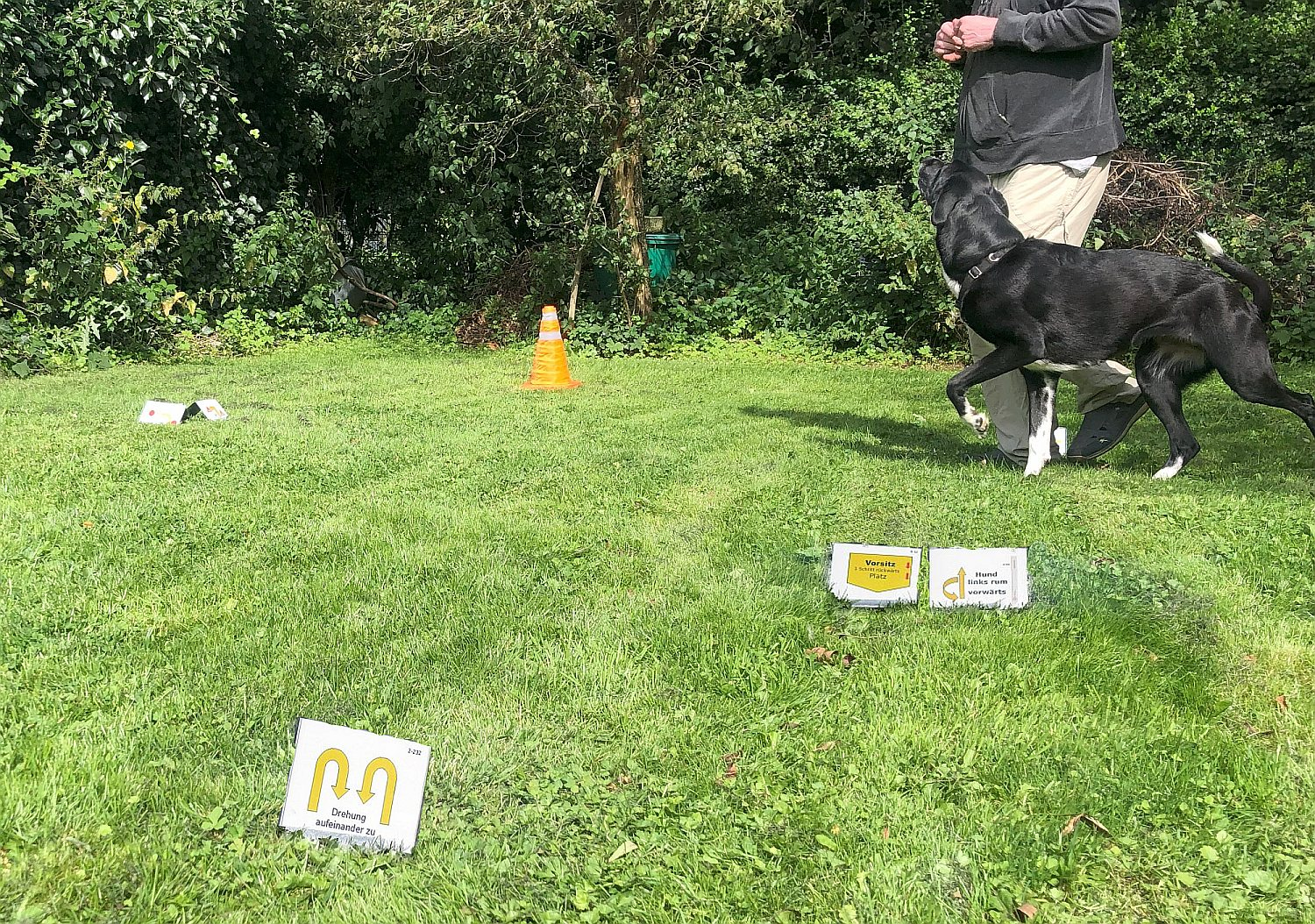

A rally obedience (más néven Rally vagy Rally-O) az obedience-en (angol: engedelmesség, fegyelem) alapuló kutyasport. Eredetileg Charles L. Bud Kramer fejlesztette ki az obedience "doodling" gyakorlatából - különféle érdekes bemelegítő és freestyle gyakorlatok során. Az emblémák általában az obedience-gyakorlatok részei voltak, amelyek megtanították a készségeket, és javították a teljesítményt és a pontosságot. 
A nagy obedience-szel ellentétben a versenyzők a bíró parancsainak megvárása helyett egy kijelölt útvonalon haladnak, szoros test melletti követésben haladó kutyával. Az útvonal 15-24 jelből (állomásból) áll, amelyek utasítják a csapatot (kutyát és vezetőjét), hogy mit tegyen. Itt a kutya bátorítása és jutalmazása engedélyezett a futam során. 
A párosok 100 ponttal indulnak neki a pályának. A teljesítménybíró megfigyeli és értékeli a párost futam közben. Hiba esetén a segédbíró a bírálati lapon jegyzi a levont pontokat. Ahhoz, hogy valaki sikeresen teljesítse a versenyt, legalább 70 pontot kell elérnie a meghatározott időkereten belül. 
A magyar rally obedience-ben 5 osztályt különböztetünk meg: 
- B osztály, a kezdő osztály. 12 hónapos kortól indulhatnak a kutyák benne. Pórázzal és anélkül is fel lehet vezetni őket. Lehet jutalmazni a megjelölt tábláknál. 15-18 táblát tartalmaz a pálya.
- 1. osztály, a kezdő szintet teljesítő kutyáknak. Pórázzal és anélkül is fel lehet vezetni őket. Lehet jutalmazni a megjelölt tábláknál. 18-20 táblát tartalmaz a pálya.
- 2. osztály, az első szintet teljesítő kutyáknak. Csak póráz és jutalmazás nélkül. 20-22 táblát tartalmaz a pálya.
- 3. osztály, a második szintet teljesítő kutyáknak. Csak póráz és jutalmazás nélkül. 22-24 táblát tartalmaz a pálya.
- S osztály, szenior- 8 éves kort betöltött kutyáknak. Pórázzal és anélkül is fel lehet vezetni őket. Lehet jutalmazni bármikor. 12 táblát tartalmaz a pálya.

## Fordítás
Ez a szócikk részben vagy egészben  a   Rally obedience című angol Wikipédia-szócikk ezen változatának fordításán alapul.  Az eredeti cikk szerkesztőit annak laptörténete sorolja fel. Ez a jelzés csupán a megfogalmazás eredetét és a szerzői jogokat jelzi, nem szolgál a cikkben szereplő információk forrásmegjelöléseként.